# Мелодія (лейбл)
Фірма «Мелодія» — колишня «Всесоюзна Фірма грамплатівок» Міністерства культури СРСР — радянська державна музикально-звукозаписна компанія-монополіст з виробництва, зберігання та розповсюдження звукозаписів. Пізніше в Російській Федерації — компанія та музичний лейбл.
Всесоюзна студія грамзапису — художньо-промислове підприємство фірма «Мелодія» в Москві. Початок радянської грамофонної промисловості поклав відділ при рос. Центропечати — «Радянська платівка» (1919). Студія грамзапису була заснована при Міністерстві культури СРСР в 1957 році. За іншою інформацією основу фірми грамофонних платівок «Мелодія» закладено 23 квітня 1964 року. Об'єднала колишні всесоюзну і периферійні студії грамзапису, заводи з виробництва грамплатівок і оптові торгові бази. Крім всесоюзної студії в Москві (з відділенням в Києві), студії грамзапису вели роботу в ряді столиць республік СРСР, а також в Ленінграді; вони здійснювали записи на магнітній стрічці і пересилали їх в студії грамзапису для виробництва оригіналів. До складу Мелодії входили Всесоюзна студія грамзапису — провідна художньо-промислова організація фірми; студії звукозапису в Ленінграді (тепер С.-Петербург), Таллінн, Вільнюсі, Ризі, Ташкенті, Тбілісі, Алма-Аті (тепер Алмати); заводи з виготовлення аудіоносіїв; Будинки грамплатівок в Москві, Ленінграді, Києві, Кишиневі, Мінську, Алма-Аті тв ін. Підприємства фірми «Мелодія» щорічно випускали до 1,5 тисяч найменувань нових грамплатівок і аудіокасет загальним тиражем понад 130 млн примірників.
Київська редакція фірми «Мелодія», з функціями грамзапису провідних колективів і виконавців на території України, була створена в 1974 році за ініціативи Ю. Вінника, яка проіснувала до 1990 року, коли на її базі було організовано фірму «Аудіо Україна». Відповідальними редакторами були Ю.Щериця (1974—1976) та М.Кузик (1976—1990).
Штаб фірми «Мелодія» знаходиться у Москві, і досі залишається монополістом з випуску грамплатівок.
В 1989–90 роках директором ленінградської студії грамзапису «Всесоюзного творчо-виробничого об'єднання „Фірма Мелодія“» (рос. ВПТО «Фирма Мелодия») був Андрій Тропілло. В Ленінграді, на Охті, студія працювала з 1978 року.